# Клоноз Руслан Іванович
Руслан Іванович Клоноз — солдат Збройних Сил України, учасник російсько-української війни, що загинув у ході російського вторгнення в Україну в 2022 році.

## Життєпис
Руслан Клоноз народився у селищі Турбів Липовецького (з 2020 року — Вінницького району) Вінницької області. З початком повномасштабного російського вторгнення в Україну перебував на передовій: був військовослужбовцем мотопіхотної роти. 28 квітня 2022 року він потрапив під ворожий артилерійський обстріл. Травми виявились несумісні з життям, повідомив Турбівський селищний голова Ігор Соць. Прощання із загиблим Русланом Клоноз відбулося 2 травня 2022 року в рідному селищі на Вінниччині.

## Нагороди
- Орден «За мужність» III ступеня (2022, посмертно) — за особисту мужність і самовіддані дії, виявлені у захисті державного суверенітету та територіальної цілісності України, вірність військовій присязі[3][4].